# Leucolejeunea caducifolia
Leucolejeunea caducifolia là một loài Rêu trong họ Lejeuneaceae. Loài này được Gradst. & Schaf.-Verw. mô tả khoa học đầu tiên năm 1993.